# Rainier Fog
Rainier Fog é o sexto álbum de estúdio da banda de rock americana Alice in Chains, lançado em 24 de agosto de 2018 pela gravadora BMG. O título foi inspirado no Monte Rainier, um estratovulcão que pode ser avistado na região metropolitana de Seattle, e a faixa-título é um tributo a cena musical da cidade. Este é o terceiro álbum da banda com William DuVall como vocalista dividindo os vocais com Jerry Cantrell, e o primeiro álbum do Alice in Chains em 22 anos a ser gravado na cidade natal da banda, Seattle. O álbum foi parcialmente gravado no Studio X (antigo Bad Animals Studio) em Seattle, o mesmo estúdio onde a banda gravou seu álbum auto-intitulado de 1995. Rainier Fog também marca a terceira colaboração do Alice in Chains com o produtor Nick Raskulinecz, sendo a primeira vez que a banda trabalha com o mesmo produtor em mais de dois álbuns.
As faixas "The One You Know", "So Far Under", "Never Fade" e "Rainier Fog" foram lançadas como singles para promover o álbum.
Rainier Fog estreou na 12ª posição da parada Billboard 200, na 1ª posição das paradas Top Rock Albums, Alternative Albums e Hard Rock Albums, e se tornou o primeiro álbum do Alice in Chains a chegar no top 10 das paradas do Reino Unido, atingindo a 9ª posição. O álbum foi indicado ao Grammy de Melhor Álbum de Rock.

## Lançamento
Durante o show do Alice in Chains no House of Blues em Boston em 28 de abril de 2018, Jerry Cantrell anunciou que uma nova música seria lançada na próxima semana, e que o novo álbum seria lançado em agosto.
O primeiro single do álbum, "The One You Know", foi lançado em 3 de maio de 2018 via Spotify, Amazon e iTunes. Um videoclipe dirigido por Adam Mason foi lançado no YouTube no mesmo dia.
Durante uma entrevista com Eddie Trunk em seu programa de rádio Trunk Nation em 7 de maio de 2018, Jerry Cantrell afirmou que o novo álbum seria lançado no final de agosto.
Em 27 de junho de 2018, a banda lançou o segundo single do álbum, "So Far Under", via YouTube, streaming e download digital, e também anunciou o título do álbum; Rainier Fog, e que a data de lançamento estava agendada para 24 de agosto de 2018. A capa do álbum e suas 10 faixas também foram reveladas no mesmo dia.
Em 10 de agosto de 2018, foi lançado o terceiro single do álbum, "Never Fade", disponível no YouTube e nas plataformas digitais.
O álbum está disponível digitalmente, assim como em CD e em edição vinil limitada disponível apenas na loja online do Alice in Chains.

## Faixas
| N.º            | Título                 | Compositor(es)                   | Duração |  |
| 1.             | "The One You Know"     | Jerry Cantrell                   | 4:49    |  |
| 2.             | "Rainier Fog"          | Cantrell                         | 5:01    |  |
| 3.             | "Red Giant"            | Cantrell, Mike Inez, Sean Kinney | 5:25    |  |
| 4.             | "Fly"                  | Cantrell, Kinney                 | 5:18    |  |
| 5.             | "Drone"                | Cantrell, Inez, Kinney           | 6:30    |  |
| 6.             | "Deaf Ears Blind Eyes" | Cantrell                         | 4:44    |  |
| 7.             | "Maybe"                | Cantrell                         | 5:36    |  |
| 8.             | "So Far Under"         | William DuVall                   | 4:33    |  |
| 9.             | "Never Fade"           | Cantrell, DuVall                 | 4:40    |  |
| 10.            | "All I Am"             | Cantrell                         | 7:15    |  |
| Duração total: | Duração total:         | Duração total:                   | 53:21   |  |

## Créditos
- Jerry Cantrell – vocais, guitarra solo
- William DuVall – vocais, guitarra rítmica, guitarra solo em "So Far Under"
- Mike Inez – Baixo
- Sean Kinney – Bateria
- Chris DeGarmo – violão em "Drone"

Produção
- Produzido por Nick Raskulinecz e Alice in Chains
- Gravado por Paul "Fig" Figueroa no Studio X em Seattle, Washington, & Henson Studios em Los Angeles, Califórnia, & Casa de Cantrell, e Nathan Yarborough no Dark Horse Studios/Rock Falcon Studio em Franklin, Tennessee
- Gravação adicional por Steve Olmon
- Pré-gravação adicional no Synergy Studio, Seattle, Washington
- Mixagem e gravações adicionais por Joe Barresi no estúdio JHOC em Pasadena, Califórnia
- Masterizado por Dave Collins
- Diretor de arte/design gráfico por Ryan Clark for Invisible Creature, Inc.
- Fotografia da banda por Scott Dachroeden

Gerência
- Velvet Hammer Music and Management Group e Susan Silver Management

## Posições nas paradas

### Álbum
| Parada (2018)                         | Melhor posição |
| ------------------------------------- | -------------- |
| Estados Unidos (Billboard 200)        | 12             |
| Austrália (ARIA)                      | 15             |
| Áustria (Ö3 Austria Top 40)           | 6              |
| Bélgica (Ultratop Flandres)           | 32             |
| Bélgica (Ultratop Valônia)            | 13             |
| Canadá (Billboard)                    | 11             |
| República Tcheca (ČNS IFPI)           | 39             |
| Países Baixos (Dutch Charts)          | 30             |
| Finlândia (Suomen virallinen lista)   | 7              |
| Alemanha (Offizielle Deutsche Charts) | 8              |
| Hungria (MAHASZ)                      | 18             |
| Irlanda (IRMA)                        | 20             |
| Itália (FIMI)                         | 27             |
| Nova Zelândia (RMNZ)                  | 23             |
| Noruega (VG-lista)                    | 20             |
| Escócia (Official Scottish Albums)    | 4              |
| Espanha (PROMUSICAE)                  | 32             |
| Suécia (Sverigetopplistan)            | 19             |
| Suíça (Schweizer Hitparade)           | 3              |
| Reino Unido (Official Albums Chart)   | 9              |